# كوكبات قطبية

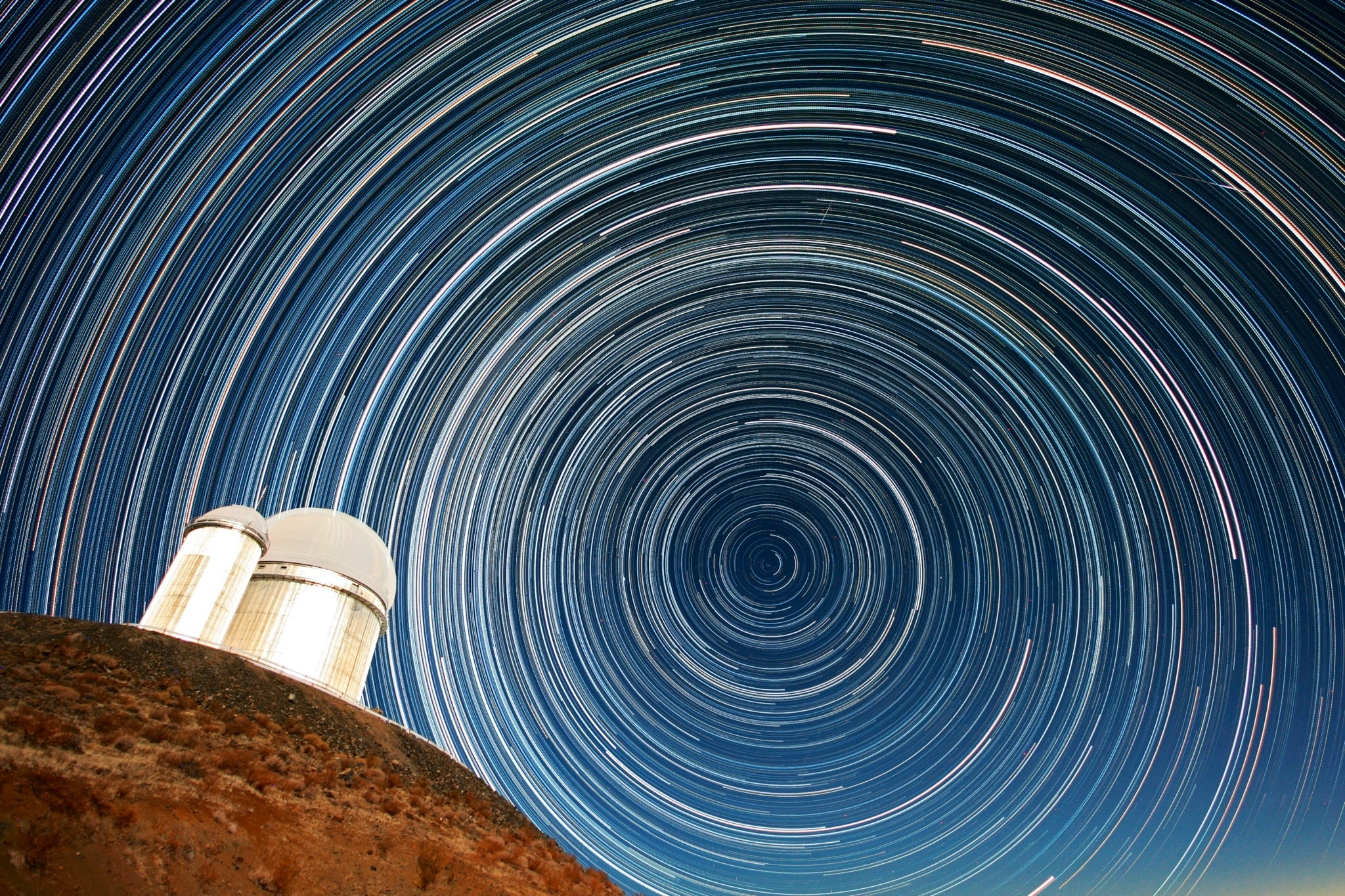
مسارات النجوم القطبية ملتقطة بالتعرض الطويل

في علم الفلك ، الكوكبات القطبية (كوكبات أبدية الظهور) هي مجموعة من التجمعات النجمية التي لاتختفي تحت الأفق من وجهة نظر مشاهد على الأرض. وبسبب دوران الأرض وميلها المحوري فيما يتعلق بالشمس، يمكن تقسيم النجوم والأبراج إلى مجموعتين. بعض النجوم والأبراج لا ترتفع ولا تغرب أبدا تدعى حول قطبية، وتنقسم البقية إلى نجوم وكوكبات موسمية.
النجوم والأبراج القطبية تعتمد على خط العرض الجغرافي الخاص بك. في نصف الكرة الشمالي، سوف يكون المشاهدين دائما قادرين على رؤية بعض النجوم والأبراج في السماء الشمالية القطبية، والشيء نفسه ينطبق على نصف الكرة الجنوبي بالنسبة لبعض النجوم والأبراج في السماء القطبية الجنوبية. القطب الشمالي السماوي الذي يميزه حاليا نجم الجدي، الذي له دائما سمت يساوي صفر. وارتفاعه لخط عرض معين Ø ثابت وتحدد قيمتة بالمعادلة التالية: A = 90 ° - Ø. وكل النجوم التي لها ميل أقل من A ليست قطبية.
من القطب الشمالي، كل الكوكبات المرئية دائما شمال خط الاستواء السماوي هي قطبية، وكذلك كل كوكبات جنوب خط الاستواء السماوي للقطب الجنوبي.ومن خط إستواء الأرض لاتوجد كوكبات قطبية.
من خطوط العرض الشمالية بين (40-50 درجة شمالا) قد تشمل الكوكبات القطبية الشمالية، كوكبات الدب الأكبر، الدب الأصغر، التنين، الملتهب، ذات الكرسي، والكوكبة الأقل شهرة الزرافة.